# Берёзовка (Энгельсский район)
Берёзовка — село в Энгельсском районе Саратовской области, в составе Терновского муниципального образования
Основано как немецкая колония Деллер в 1767 году
Население — 1060 (2010).

## Название
Колония названа по фамилии первого старосты И. Деллера. Официальное русское название — Берёзовка

## Физико-географическая характеристика
Село находится в Низком Заволжье, относящемся к Восточно-Европейской равнине, на восточном берегу Волгоградского водохранилища, к югу от оврага Берёзовый. Высота центра населённого пункта — 21 метр над уровнем моря. В окрестностях населённого пункта распространены тёмно-каштановые почвы. Почвообразующие породы — глины и суглинки.
По автомобильным дорогам расстояние до районного центра города Энгельс составляет 40 км, до областного центра города Саратова — 48 км. У села проходит региональная автодорога Р226 (Волгоград — Энгельс — Самара)
Климат
Климат умеренный континентальный (согласно классификации климатов Кёппена — Dfa). Многолетняя норма осадков — 407 мм. Наибольшее количество осадков выпадает в июле — 42 мм, наименьшее в марте — 23 мм. Среднегодовая температура положительная и составляет + 6,9 °С, средняя температура самого холодного месяца января −9,8 °С, самого жаркого месяца июля +22,9 °С.

## История
Основано в 1767 году. Основатели — 55 семей из Франции, Пфальца и Майнца. Вызывательская колония Леруа и Питета. До 1917 году немецкая колония Тарлыцкого округа (с 1871 года — Степновской волости) Новоузенского уезда Самарской губернии. Село относилось к католическим приходам Брабандер, с 1894 года — Деллер.
В 1894 году построена католическая церковь. До 1916 — деревянная, после была выстроена каменная.
В 1912-14 годах около 100 жителей эмигрировали в Америку
После образования трудовой коммуны (автономной области) немцев Поволжья и до ликвидации АССР немцев Поволжья в 1941 году село Деллер — административный центр Деллерского сельского совета Куккуского кантона (с 1927 по 1935 год — в составе Зельманского кантона)).
В голод 1921 года в селе родилось 133, умерли 232 человека. В 1926 году в селе имелись сельсовет, сельскохозяйственное кредитное товарищество, начальная школа. В 1927 году селу Берёзовка Зельманского кантона официально присвоено название Деллер. В 1930 году открыта семилетняя школа. В 1929 году раскулачено более 100 человек.
В начале 1930-х годов католическая церковь была закрыта. Позже, переоборудована под Дом культуры.
В сентябре 1941 года немецкое население было депортировано. Село, как и другие населённые пункты Куккусского кантона было включено в состав Саратовской области, впоследствии переименовано в Берёзовка.
В 1940-х годах в Берёзовке действовали три колхоза: «Колхоз им. Куйбышева», «Колхоз им. Папанина», «Красный фронт».
В 1972 году построено современное здание школы. До этого обучение проходило в небольшом деревянном помещении.
В селе имеются: Школа, детский сад, почта, детская музыкальная школа, поликлиника.

## Достопримечательности
В Берёзовке, напротив здания бывшего управления колхоза им. Куйбышева (ныне администрация села) в советские годы установлен бюст революционеру В. В. Куйбышеву.

## Население
Динамика численности населения
| 1767 | 1773 | 1788 | 1798 | 1816 | 1834 | 1850 | 1859 | 1883 | 1889 | 1897 | 1910 | 1920 | 1922 | 1926 | 1931 |
| ---- | ---- | ---- | ---- | ---- | ---- | ---- | ---- | ---- | ---- | ---- | ---- | ---- | ---- | ---- | ---- |
| 157  | 171  | 190  | 249  | 430  | 756  | 1057 | 1332 | 1379 | 1488 | 1811 | 2392 | 2515 | 2102 | 2132 | 2214 |

| 2002 | 2010  |
| ---- | ----- |
| 1014 | ↗1060 |

## Фотогалерея

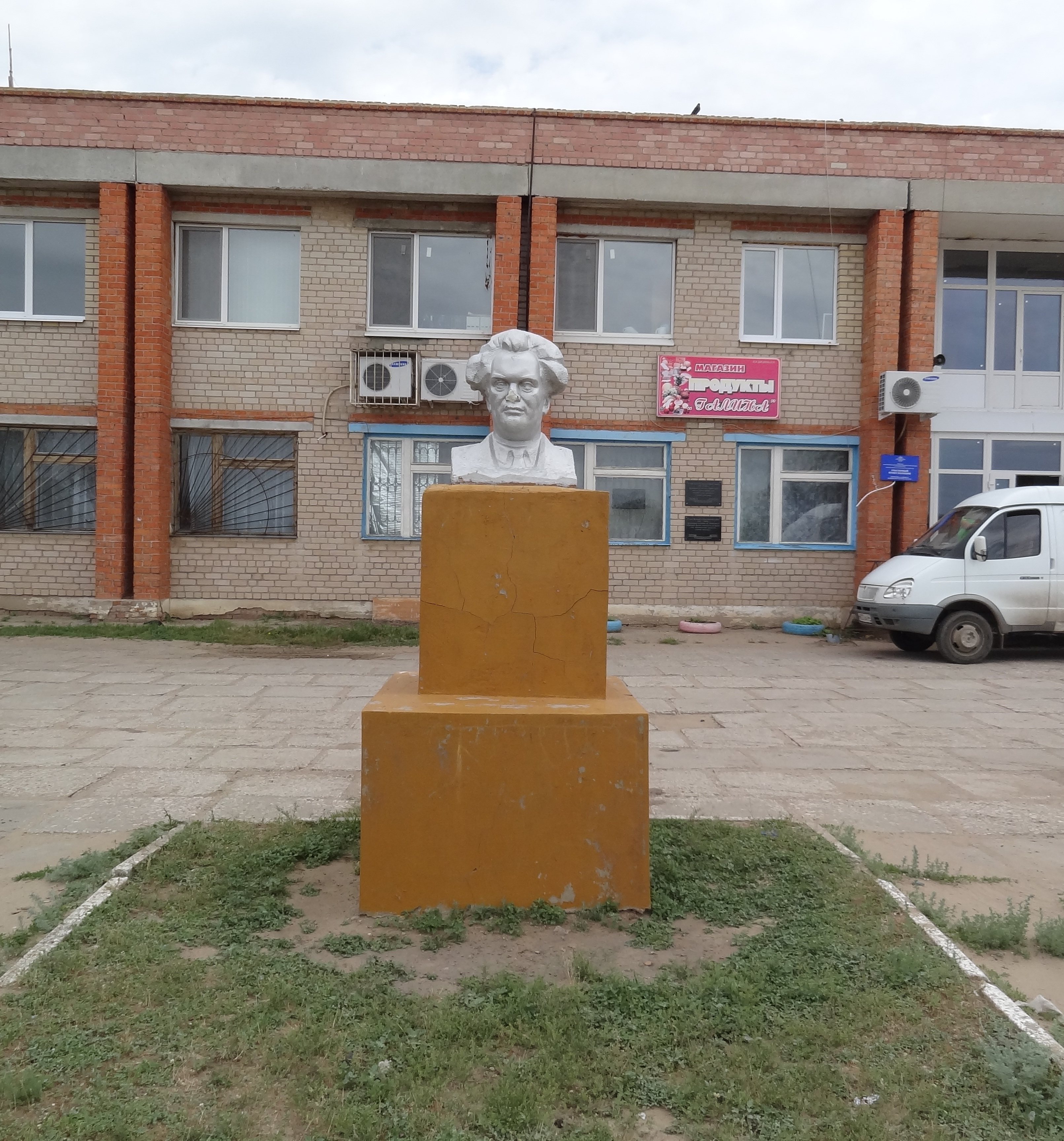
Памятник В. В. Куйбышеву
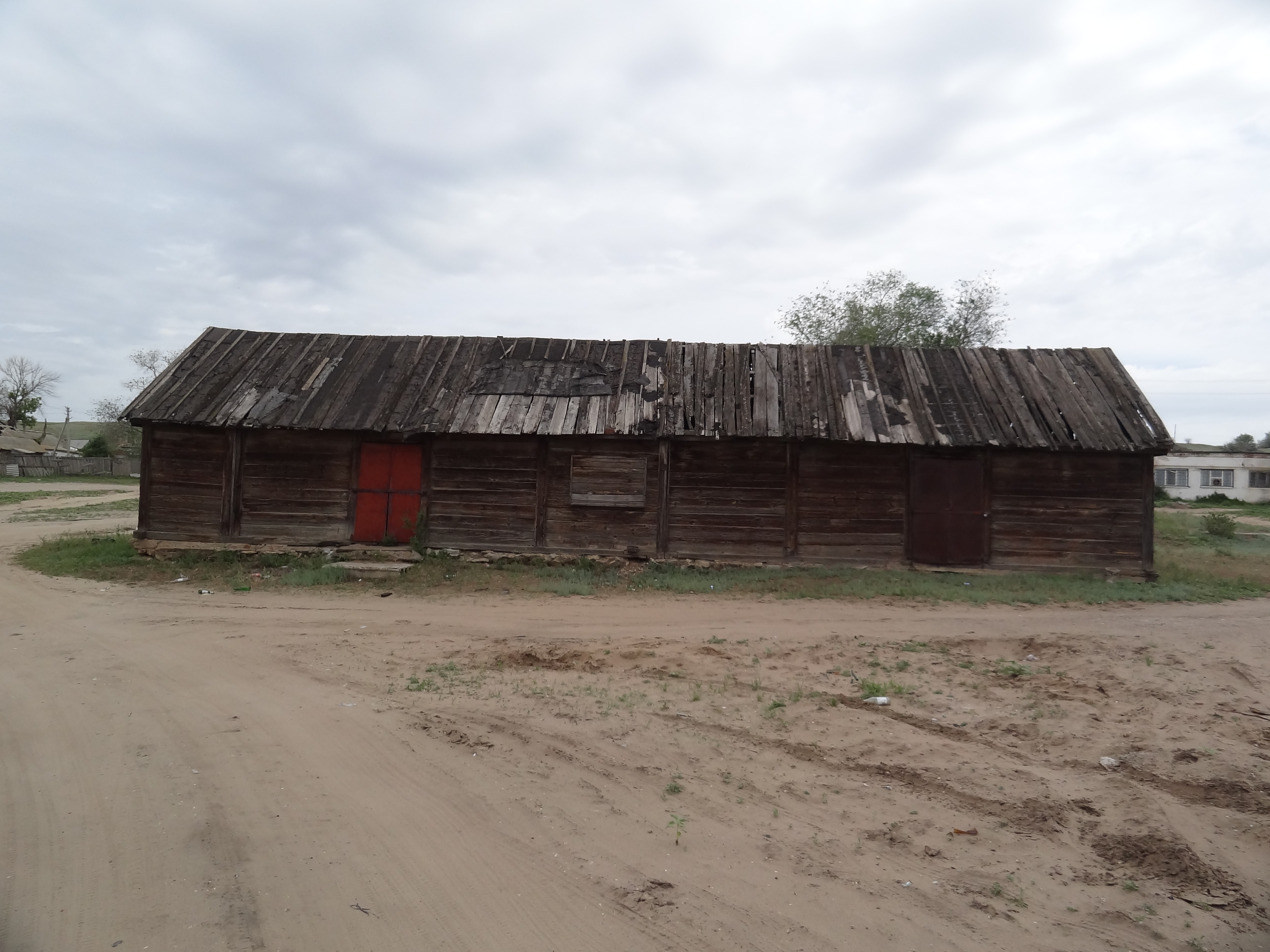
Старая постройка в центре села
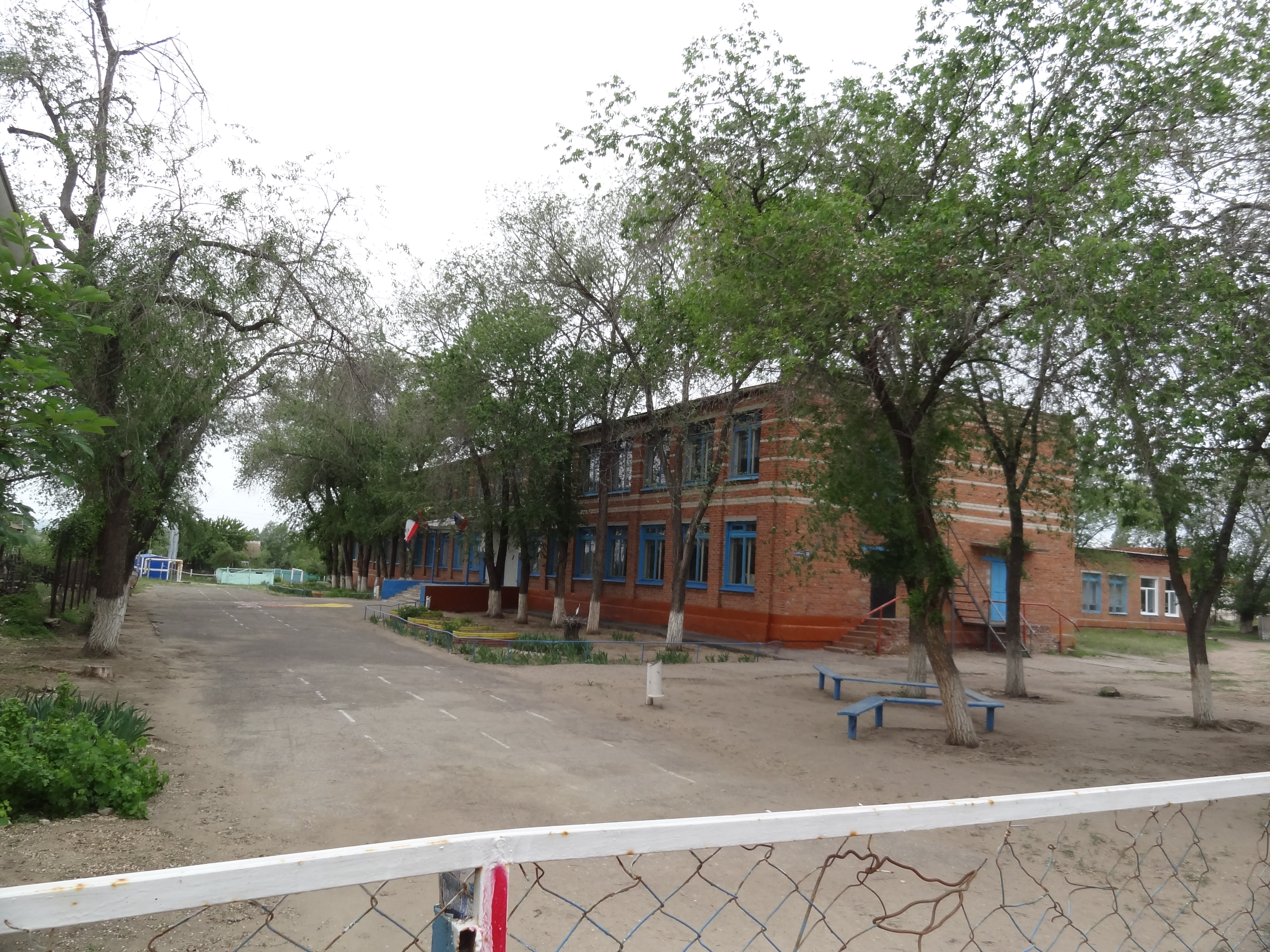
Школа
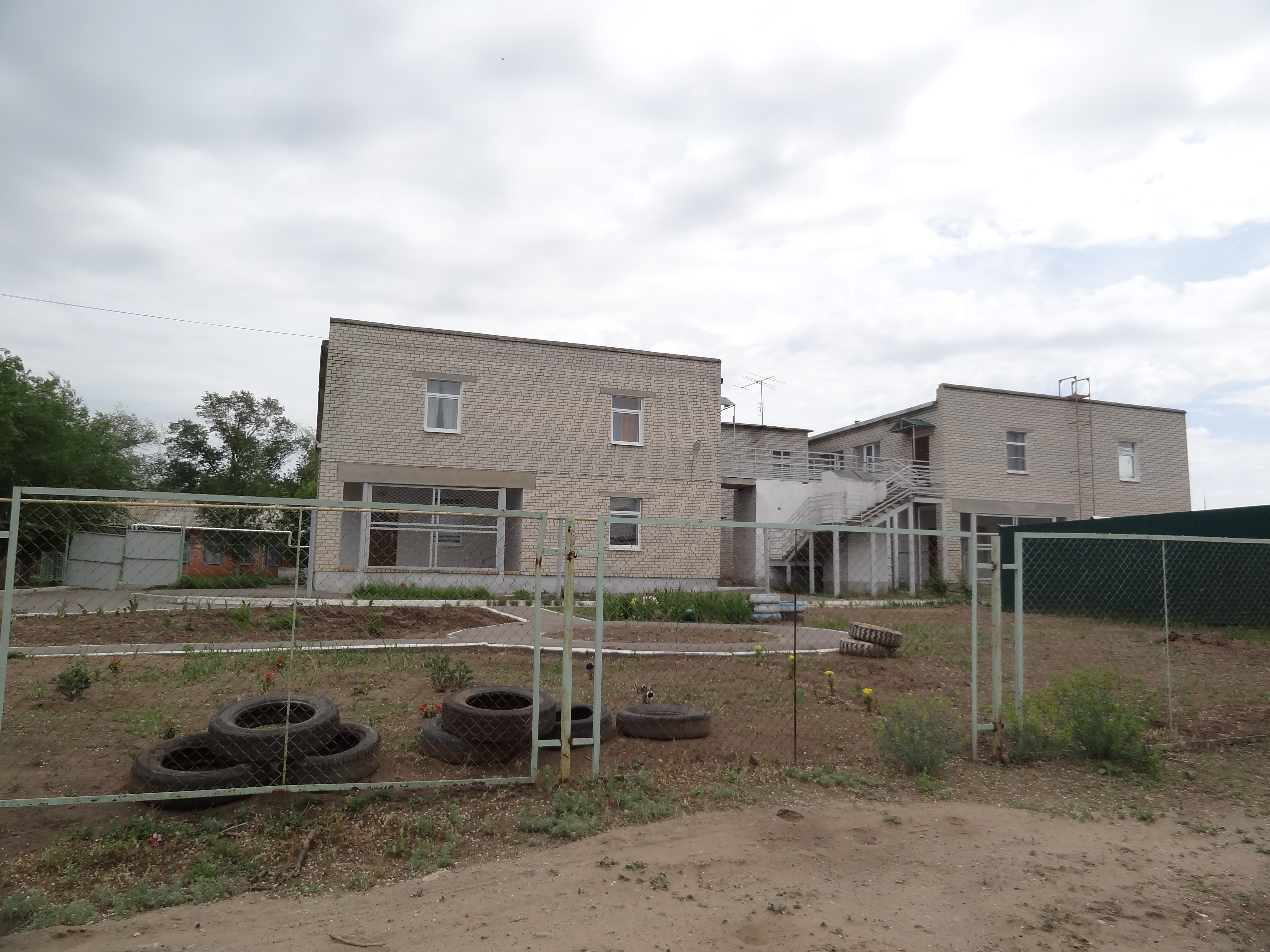
Детский сад
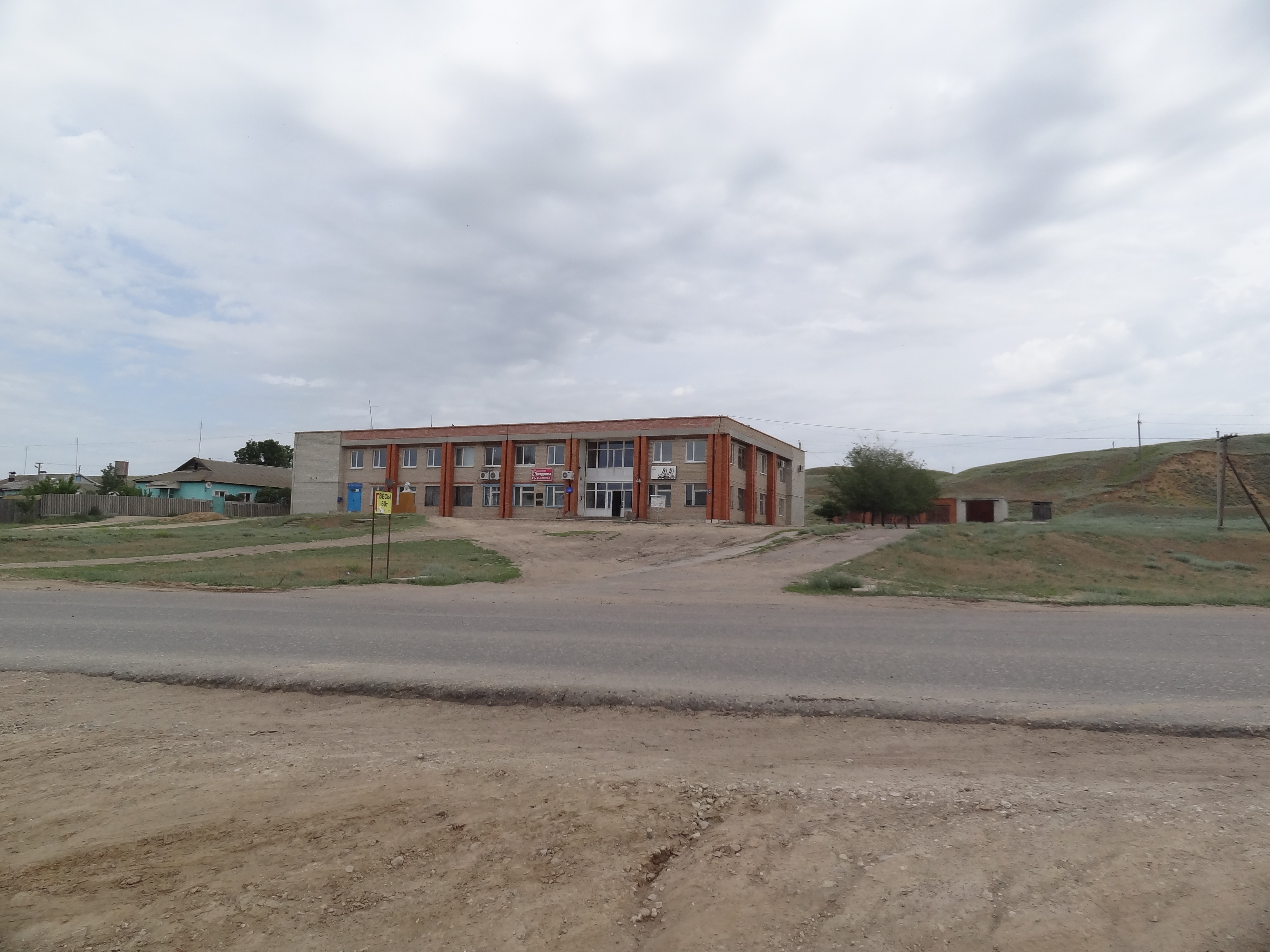
Администрация и почта
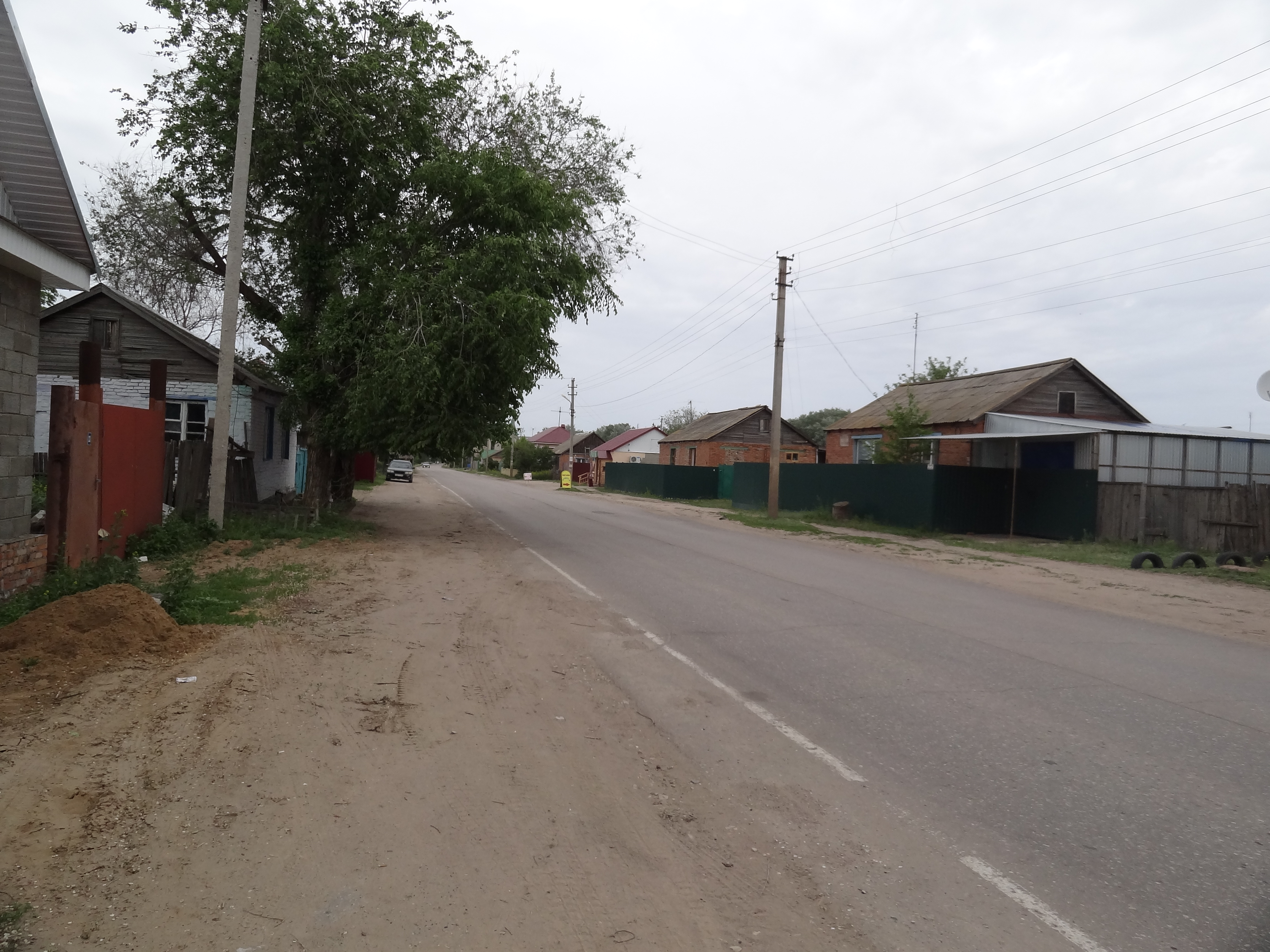
Трасса Р226 проходящая через село
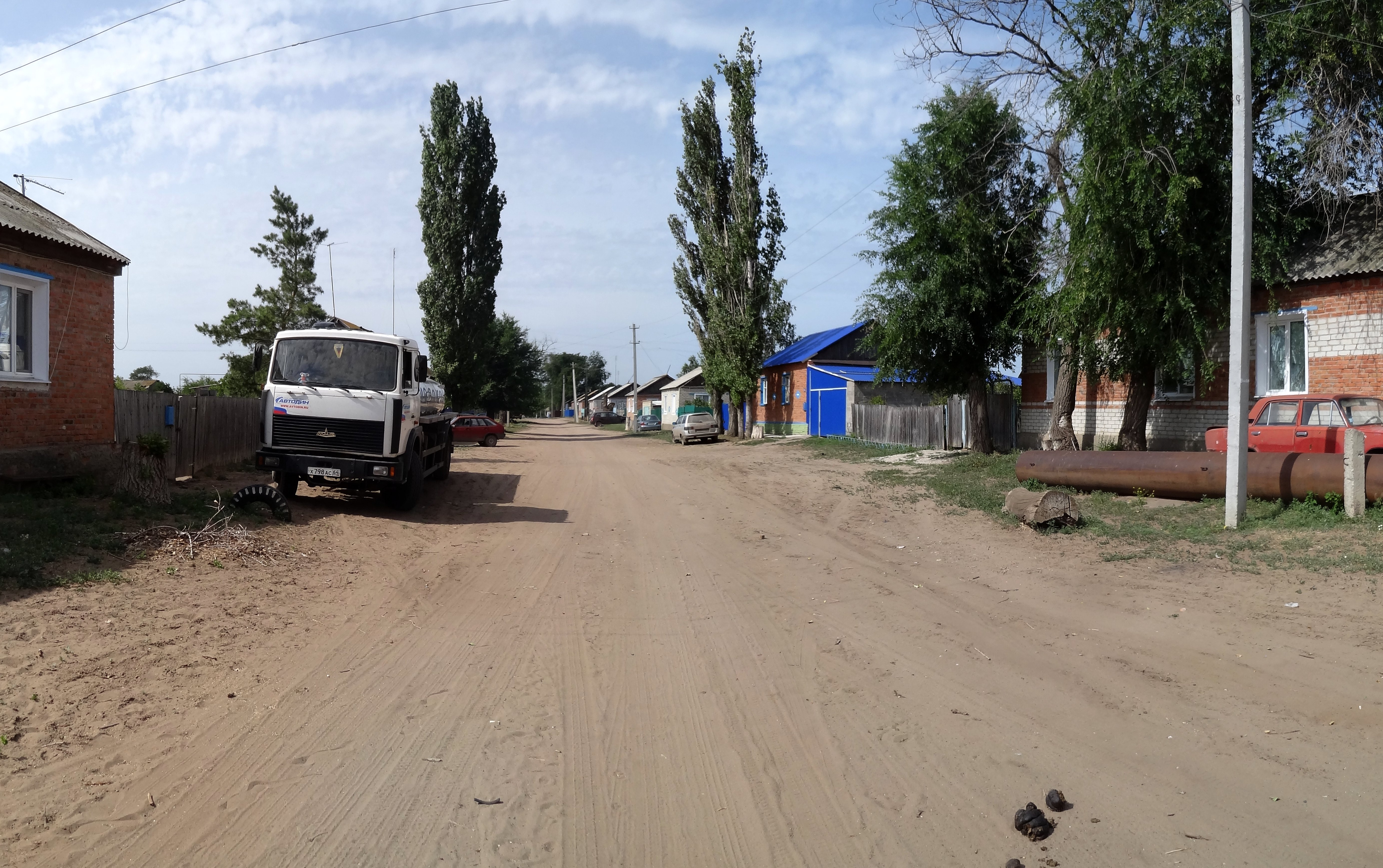
Улица Прибрежная
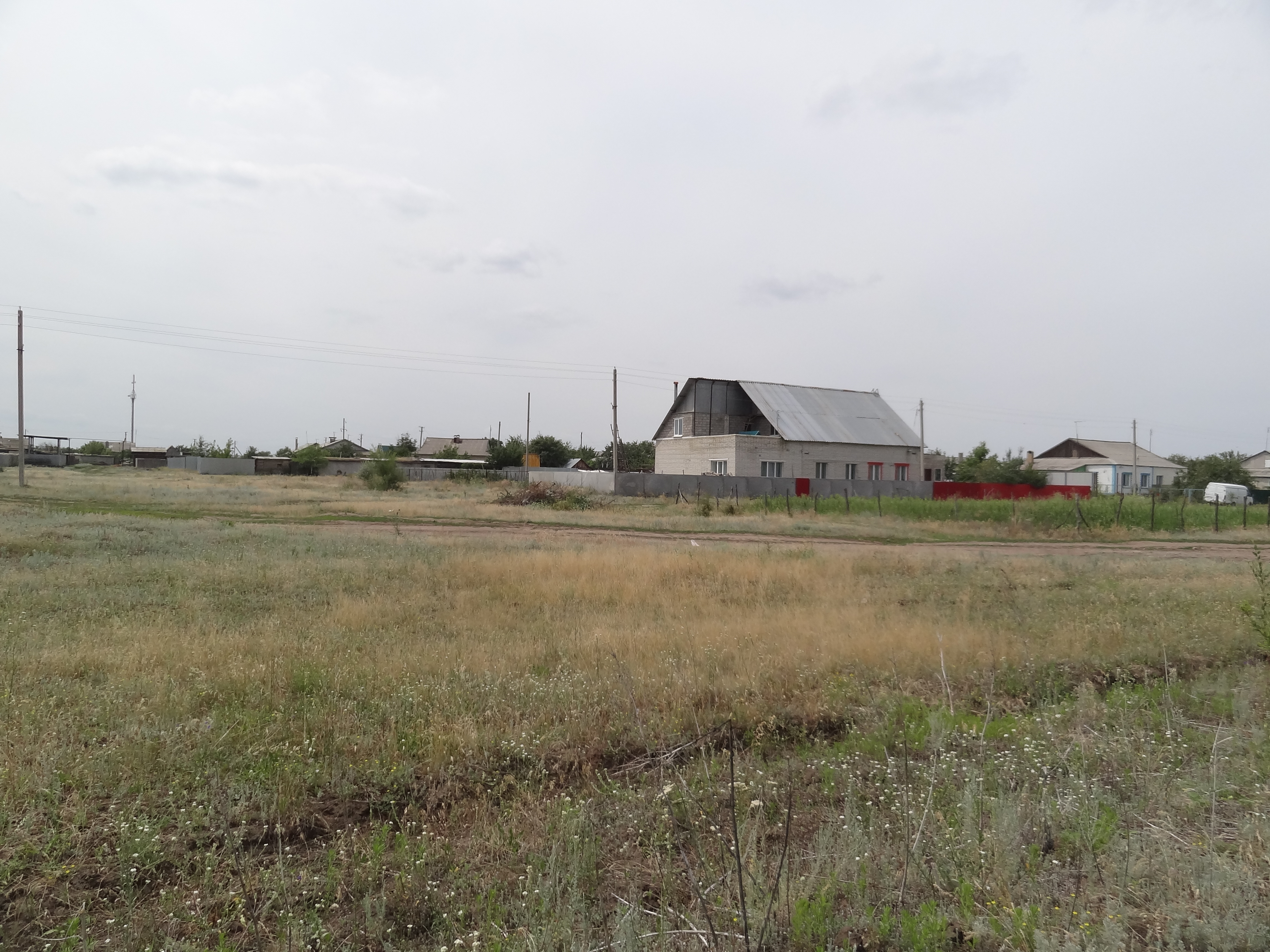
Новый район «Кубань» на юго-востоке села